# Sant Jordi Desvalls
Sant Jordi Desvalls ist eine katalanische Gemeinde in der Provinz Girona im Nordosten Spaniens. Sie liegt in der Comarca Gironès.